# Fila (figlia di Demetrio)
Fila (in greco antico: Φίλα?; dopo il 306 a.C. – III secolo a.C.) fu la figlia di Demetrio I Poliorcete e di Lamia.

## Biografia
Secondo la testimonianza di Ateneo, Fila era figlia del re dell'Asia minore (e successivamente di Macedonia) e della sua amante favorita Lamia, che aveva fatto prigioniera in seguito della battaglia di Salamina in Cipro mentre era in viaggio su una nave di Tolomeo I.